# Максудов, Шухрат Мирусманович
Шухрат Мирусманович Максудов (узб. Shuhrat Mirusmonovich Maqsudov; род. 14 сентября 1970, Ташкент) — советский и узбекистанский футболист, нападающий. В настоящее время является тренером.

## Карьера

### В качестве футболиста
Шухрат Максудов начал свою профессиональную карьеру в 1988 году в составе ташкентского «Пахтакора». В период 1989—1990 годов выступал в команде СКА-РШВСМ (г. Ангрен Ташкентской области). В 1991 году вернулся в «Пахтакор» и выступал за ташкентцев до конца 1996 года. За это время он стал одним из лидеров команды и сыграл в 102 матчах и забил 51 голов. Благодаря этим результатам Максудов стал одним из гвардейцев и бомбардиров «Пахтакора».
В начале 1997 года он перешёл ферганский «Нефтчи» и в 2000 году закончил свою карьеру в качестве футболиста именно в этом клубе. В период 1997—2000 годов сыграл в составе «Нефтчи» в 73 матчах и забил 30 голов.

### Карьера в сборной
Шухрат Максудов являлся членом национальной сборной Узбекистана с 1992 до 1997 года. В 1994 году вместе со сборной участвовал в летних Азиатских играх в японском городе Хиросима и выиграл футбольный турнир летних игр. В общей сложности Максудов сыграл в составе сборной в 21 матче и забил 11 голов.

### Карьера в качестве тренера
После завершения в качестве футболиста, Шухрат Максудов в 2001 году стал помощником тогдашнего главного тренера ферганского «Нефтчи» — Юрия Саркисяна. В период 2013—2015 годов был главным тренером молодёжной сборной Узбекистана. С 2011 по 2015 год являлся помощником главного тренера национальной сборной Узбекистана.

## Достижения

### Командные
«Пахтакора»
- Чемпион Узбекистана: 1992
- Серебряный призёр чемпионата Узбекистана: 1993
- Обладатель Кубка Узбекистана: 1993
- Финалист Кубка Узбекистана: 1996
- Обладатель Кубка Индийской Футбольной Ассоциации: 1993

«Нефтчи»
- Серебряный призёр чемпионата Узбекистана: 1997, 1998, 1999, 2000
- Финалист Кубка Узбекистана: 1997, 1998

сборная Узбекистана
- Чемпион Азиатских Игр: 1994

### Личные
- 3-е место среди лучших бомбардиров чемпионата Узбекистана: 1993
- Член клуба Геннадия Красницкого: 123 гола

## Государственные награды
- Медаль «Шухрат»[2]